# Leonhard von dem Hove
Leonhard von dem Hove (* 1519; † 1590 in Aachen) war ein deutscher  Schöffe und Bürgermeister der Reichsstadt Aachen.

## Leben und Wirken
Leonhard von dem Hove wird erstmals 1556 als Mitglied des Schöffenstuhls erwähnt. Er bekleidete 1561 das Amt des Baumeisters und war in den Jahren 1567 bis 1570 als Sendschöffe im Aachener Sendgericht tätig. Als Vertreter der Stadt Aachen unterschrieb er im Jahr 1566 den Reichsabschied vom Reichstag 1566 in Augsburg. In den Jahren 1564/65, 1567/58, 1569/70, 1572/73, 1574/75 und 1580/81 wurde er aus den Reihen der Schöffen zum Bürgermeister der Stadt Aachen gewählt. Dabei musste er sich in seiner letzten Amtszeit mit dem Bürger-Bürgermeister aus den Reihen der Zünfte, dem bekennenden Protestanten Peter von Zevel zwangsläufig arrangieren, da die Protestanten zu jener Zeit über eine relative Mehrheit im Stadtrat verfügten.
Von dem Hove vertrat stets den Standpunkt des katholischen Teils der Bürgerschaft, die sich in jenen Jahren der Hochphase der Aachener Religionsunruhen gegen die immer mehr an Einfluss gewinnenden protestantischen Kräften wehren wollte. So setzte sich von dem Hove zusammen mit anderen Ratsmitgliedern im Jahr 1577 unter anderem dafür ein, dass die in den Jahren zuvor aus Rücksicht auf die protestantische Bewegung abgesagten Fronleichnamsprozessionen wieder eingeführt werden sollten. Nachdem dieses Vorhaben ebenso gescheitert war wie auch die Bemühungen, im Stadtrat wieder eine katholische Mehrheit unter den Ratsherren zu bewirken, nahm von dem Hove ab 1581 als „abgestandener“ (vormaliger) Bürgermeister zunächst nicht mehr an den Ratssitzungen teil und verließ schließlich wenige Monate später mit 14 weiteren katholischen Ratsherren die Stadt und zog sich für den Rest seines Lebens auf seinem Landgut in Lemiers zurück.
Die konfessionellen Probleme führten auch im Schöffenstuhl zu Meinungsverschiedenheiten, als beispielsweise 1583 wegen drei verstorbener Schöffen Nachrücker gewählt werden sollten. Es kam dabei zu Blockaden der von Leonhard von dem Hove vorgeschlagenen katholischen Kandidaten durch protestantische Schöffen, woraufhin das Verfahren beim Reichskammergericht (RKG) landete. Das endgültige Urteil erlebte von dem Hove nicht mehr, da das RKG bis zu seinem Tode im Jahr 1590 noch nicht über die Zusammensetzung des Aachener Schöffenstuhls entschieden hatte.
Leonhard von dem Hove war verheiratet mit Katharina, geborene von Gülpen und verwitwete von Eys-Beusdal. Das Ehepaar hatte einen überlebenden Sohn, der im Jahr 1602 eine Entschädigungszahlung in Höhe von 825 Reichstalern für erlittene Verluste während der Religionsunruhen erhielt. Darüber hinaus erbte der Sohn neben dem Landgut in Lemiers die Lehnsherrschaft von seinem Vater über das Kloster Brandenburg in Sief.